# Дарьино (Одинцовский район)
Дарьино — деревня в Одинцовском районе Московской области России. Входит в сельское поселение Назарьевское. Население 209 человек на 2006 год, в деревне числятся 2 садовых товарищества. До 2006 года Дарьино входило в состав Назарьевского сельского округа. В деревне имеется церковь Николая Чудотворца, постройки 2004 года на месте храма 1698 года, существовала не сохранившаяся усадьба Бестужевых-Рюминых Дарьино-Никольское, от которой остались часть парка с прудом.
Деревня расположена в центральной части района, в 10 километрах на запад от Одинцово, у впадения в речку Слезню притоков Чернявки справа и Вшивки — слева, высота центра над уровнем моря 188 м.
Впервые в исторических документах деревня упоминается в 1627 году, как деревушка, а в ней двор помещиков с деловыми людьми, в переписных книгах 1678 года значится за Корнилою Семеновичем сыном Нееловым деревня Дарьина, а ней двор вотчинников, в нём один человек, 2 двора бобыльских, людей в них 5 человек. В 1691 году деревня перешла к Бестужевым-Рюминым, прикоторых, в 1698 году, была построена церковь и Дарьино стало селом, по описанию 1704 года в ней были двор вотчинников и два крестьянских двора, где жило 14 человек. По Экономическим примечаниям 1800 года в селе находились одноэтажный господский деревянный дом, сад с плодовыми деревьями и 12 дворов, где проживал 121 человек.
На 1852 год в Дарьине числились церковь, 16 дворов и 110 крестьян, в 1890 году — 106 человек. По Всесоюзной переписи 17 декабря 1926 года числилось 52 хозяйства и 218 жителей, по переписи 1989 года — 84 хозяйства и 216 жителей.

## Археология
В 1957 году С. С. Ширинским был обнаружен и обследован курганный могильник Дарьино-1, который располагался в 1 км к северо-западу от деревни Дарьино на правом берегу реки Слезня. В 1958 году А. В. Успенская раскопала курганы № 1 и 4. В 1963 году исследования памятника продолжил С. С. Ширинский. Им были раскопаны 5 курганов (№ 3, 10, 13, 14, 16). В ходе этих раскопок обнаружены остатки мужских и женских погребений по обряду трупоположения на материке с западной ориентировкой умерших (в двух случаях зафиксированы следы гробовищ). В погребениях были найдены предметы, характерные для культуры вятичей XII—XIII веков.